# Lê Hiểm
Lê Hiểm (chữ Nho: 黎獫; 1392 – 1436) hay Lê Kiệm (chữ Nho: 黎儉) là tướng lĩnh, khai quốc công thần nhà Hậu Lê trong lịch sử Việt Nam.

## Thân thế
Theo các lệnh chỉ ban cấp ruộng đất vào thế kỷ 17, 18, Lê Hiểm cùng con trai là Lê Hưu (Lê Hiêu) là đại quan lang ở thôn Ngọc Châu, hương Lam Sơn, huyện Nga Lặc, trấn Thanh Hóa (nay là xã Kiên Thọ, huyện Ngọc Lặc, tỉnh Thanh Hóa). Sang thời Lê sơ, đất Ngọc Châu thuộc phủ Thiệu Thiên.

## Cuộc đời
Mùa đông, năm Bính Thân (1416), theo một số dị bản thì Lê Hiểm là một trong những người tham gia hội thề Lũng Nhai.
Năm Mậu Tuất (1418), Lê Lợi khởi nghĩa chống quân Minh. Theo tư liệu địa phương, Lê Hiểm ban đầu tham gia phụ trách hậu cần, đến cuối cuộc khởi nghĩa mới gia nhập lực lượng chiến đấu. Tháng 9 (âl) năm Đinh Mùi (1427), Lê Hiểm là tướng dưới quyền Lê Sát, Lê Nhân Chú, Lê Lãnh, Lê Liệt, Lê Thụ tham gia trận Chi Lăng. Tháng 10 (âl), Lê Hiểm theo các tướng mai phục ở Phố Cát, tiêu diệt nhiều quân Minh, bức tử Thượng thư Lý Khánh.
Tháng 4 (âl) năm Mậu Thân (1428), Lê Lợi lên ngôi vua, tức Lê Thái Tổ, lập ra nhà Hậu Lê. Lê Hiểm được ghi công trong Ngự danh, phong tước Hùng Sơn hầu. Ngày 3 tháng 5 (âl) năm 1429, Lê Hiểm (Kiệm) là một trong 14 công thần được ban tước Đình thượng hầu, gồm: Lê Chích, Lê Văn An, Lê Liệt, Lê Thố, Lê Lễ, Lê Chiến, Lê Khôi, Lê Đính, Lê Chuyết, Lê Lỗi, Lê Nhữ Lãm, Lê Sao, Lê Kiệm, Lê Lật. Một số nguồn chép rằng ông từng mang hàm Thái bảo, tước Hồng quốc công.
Theo một số nguồn, Lê Hiểm mất năm 1436. Ông được truy thụy Trung Định, an táng ở Lam Kinh, phong Thượng đẳng phúc thần Đại vương. Gia tộc được hưởng bổng lộc 100 mẫu ruộng tại xã Phục Đội (nay là xã Tân Phúc, huyện Nông Cống).

## Thờ phụng
Xã Tân Phúc, huyện Nông Cống, tỉnh Thanh Hóa có đền thờ Lê Hiểm. Đền được xây dựng từ năm 1554. Tại đây có lưu giữ được 23 cuốn sắc phong cổ. Năm 1994, Đền thờ Lê Hiểm, Lê Hiêu được Nhà nước Việt Nam công nhận là Di tích lịch sử - văn hóa cấp Quốc gia.